# Ізмайлова Олена Давидівна
Олена Давидівна Ізмайлова (нар. 23 вересня 1920 — пом. 13 березня 2005) — радянська і російська акторка театру та кіно. Заслужена артистка РРФСР (1977). 

## Біографія
Народилася 23 вересня 1920 року в українському Катеринославі. Батько — Давид Миронович (Меєрович) Турок (партійний псевдонім Ізмайлов; 13 квітня 1897, Берестя — ?), син пінського міщанина, воював в кавалерійських частинах Будьонного, начальник фотограмметричної частини топогеодезичного відділення 7-го (військово-топографічного відділу Генерального штабу РСЧА, потім начальник НДІ військово-топографічної служби РСЧА, інтендант 1-го рангу; пізніше працював інженером-геодезистом в управлінні військово-топографічних робіт в Хабаровську, де був заарештований в 1938 році, в 1940 році засуджений на 5 років ВТТ. Мати була німкенею, яка приїхала в Росію гувернанткою до Першої світової війни. У 1923 році сім'я переїхала спершу в Ростов-на-Дону, а потім, в 1925 році — до Москви, де батько працював інженером-геодезистом в Аерофототопографічному управлінні. У 1938 році він був репресований і засуджений на 5 років виправно-трудовому таборі, реабілітований у 1956 році.
У 1928 році вступила до школи № 173 Свердловського району Москви, в 1939 році вступила до Театрального училища імені Бориса Щукіна. Під час німецько-радянської війни евакуювалася разом з Київською кіностудією до Ашгабаду. В 1943 році повернулася до Москви до Театру імені Є. Вахтангова, а в 1945 році закінчила театральне училище і стала акторкою театру імені Є. Вахтангова, де пропрацювала все життя.
У кіно акторка дебютувала у фільмі «Роки молоді» Київської кіностудії, зйомки якого і привели її в свій час до евакуації. Вона знялася у двох десятках картин, найбільш значними ролями в кінематографі для неї стали місіс Велдон у фільмі «П'ятнадцятирічний капітан» (1945) і Ліза у фільмі «Подвиг розвідника» (1947).
Крім театру і кіно у 1974—1989 роки займалася концертною діяльністю, створювала літературні композиції з іншою актрисою театру імені Є. Вахтангова Агнесою Петерсон («Три елегії» за Миколою Некрасовим; «Тургенєв і Поліна Віардо»; композицію про творчість Леоніда Андрєєва). Керувала драматичними колективами на хімічному факультеті Московського державного університету, на електроламповому заводі, заводі точних приладів, викладала в ГІТІСі на заочному відділенні акторського факультету.
Останні роки життя провела в Будинку ветеранів сцени імені А. А. Яблочкиної. Померла 13 березня 2005 року, похована на Ваганьковському кладовищі (29-та ділянка).

## Родина
- Перший чоловік — актор Ростислав Георгійович Івицький (1908—1974). Короткий шлюб тривав лише під час евакуації, до Москви в 1943 році Івицький не поїхав.

- Син — Денис (нар.. 1942).

- Другий чоловік (незареєстрований шлюб з 1945 по 1950) — актор Володимир Абрамович Етуш (1922—2019).
- Третій чоловік — актор Микола Дмитрович Тимофєєв (1921—1999). З 1952 року.

- Дочка — Катерина (нар.. 1956).

## Нагороди та премії
- Заслужена артистка РРФСР (1977).

## Творчість

### Роботи в театрі
- 1952 — «Два веронці» —  Сільвія
- 1958 — «Ідіот» —  Олександра Єпанчіна
- 1959 — «Куховарка» —  колгоспниця
- 1959 — «Іркутська історія» —  Перше кохання Сердюка
- 1961 — «Куховарка заміжня» —  колгоспниця
- 1962 — «Живий труп» —  Ліза Протасова
- 1963 — «Принцеса Турандот» —  рабиня
- 1964 — «Злива» —  Клавдія
- 1965 — «Правда і кривда» —  Монахиня
- 1965 — «Пастка» —  Працівниця
- 1966 — «Попелюшка» —  мачуха
- 1968 — «Діти сонця» —  Олена
- 1969 — «Міщанин у дворянстві» —  пані Журден
- 1970 — «Людина з рушницею» —  Варвара Іванівна
- 1970 — «Пам'ять серця» —  Галина Романівна
- 1974 — «Цілісінький день» —  Алла Юріївна
- 1976 — «Найщасливіша» —  Лікарка
- 1976 — «Річард III» —  герцогиня Йоркська
- 1979 — «Тринадцятий голова» —  Другий засідатель
- 1979 — «Велика магія» —  Синьйора дзан
- 1980 — «Про Івана та Велетня» —  Нянька-мамка
- 1983 — «Анна Кареніна» —  Княгиня Щербатська
- 1989 — «Захід» —  Маня

### Фільмографія
- 1941 — Бойова кінозбірка № 7 («Ніч над Белградом»)  партизанка
- 1942 —  Роки молоді —  Оксана Ярош
- 1945 —  П'ятнадцятирічний капітан —  місіс Велдон
- 1945 — Це було в Донбасі —  Ліза, дочка Дар'ї Тимофіївни
- 1946 —  Біле ікло —  Аліса Скотт, дружина Віндона
- 1947 — Подвиг розвідника —  Ліза, радистка (Тереза Грубер)
- 1947 — Блакитні дороги (немає в титрах)
- 1950 — Другий караван (не був завершений)
- 1952 — Композитор Глінка —  Ольга Ланська, дружина Одоєвського  (немає в титрах)
- 1955 — Таємниця вічної ночі —  Олександра Василівна Соколова, лікар '
- 1956 —  Головний проспект —  Ольга Гриценко
- 1956 —  Багато галасу даремно —  Маргарита
- 1959 —  Колискова —  співробітниця відділу розшуку
- 1967 —  Пряма лінія —  Олена Петровська
- 1968 —  Тисяча душ —  городничиха
- 1972 — Щастя шукають самотужки —  Помелова
- 1973 —  Призначення
- 1973 —  Стара фортеця (6-7-ма серії «Місто біля моря») —  Науменко, дружина директора заводу
- 1973 — Пам'ять серця —  Ольга Романівна
- 1977 —  Міщанин-шляхтич —  пані Журден
- 1978 —  Попелюшка —  мачуха
- 1982 —  Річард III —  герцогиня Йоркська
- 1987 —  Тринадцятий голова —  другий засідатель